# Прапор Шполи
Прапор Шполи був затверджений 30 серпня 1994 року другою сесією Шполянської міської ради. 

## Опис
Ппрямокутне полотнище з трьома однаковими смугами: вгорі — малинова, потім — блакитна, внизу — жовта. У центрі полотнища — щит з гербом Шполи, обрамлений білою каймою.